# Ernst von Feuchtersleben
Ernst von Feuchtersleben (né le 28 avril 1806 à Vienne, mort le 3 septembre 1849 dans la même ville) est un psychiatre et un philosophe autrichien.

## Biographie
Ernst von Feuchtersleben vient d'une famille de Hildburghausen. Son père est le conseiller autrichien Ernst von Feuchtersleben. Sa mère meurt peu après sa naissance. Son demi-frère est Eduard von Feuchtersleben. De 1813 à 1825, il va à l'école du Theresianum. Il étudie ensuite la médecine, obtient un doctorat en 1834 et ouvre un cabinet privé dans la banlieue de Vienne. fréquente les milieux intellectuels de la ville et soigne notamment Franz Grillparzer, Franz Schubert, Franz von Schober, Johann Mayrhofer, Romeo Seligmann, Adalbert Stifter et Friedrich Hebbel.
Feuchtersleben publie un recueil de poèmes en 1836 et de nombreux essais littéraires, esthétiques et critiques pour les revues et almanachs. En 1838, paraît Hygiène de l'âme, un livre de conseils pour obtenir une bonne santé morale, qui se vend très bien auprès des bourgeois du XIXe siècle. Il devient secrétaire de la Gesellschaft der Ärzte in Wien (de) en 1840 et professeur de psychiatrie à l'Université de Vienne en 1844. Ses conférences sur la psychologie médicale sont compilées en 1845 et forment une base pour la psychologie médicale et la psychiatrie. Par ailleurs, il écrit des aphorismes.
En tant que libéral, Feuchtersleben est favorable à la révolution autrichienne de 1848, mais comme beaucoup de modérés, il s'en éloigne lorsqu'elle se radicalise.
Il possède une tombe d'honneur dans le cimetière central de Vienne (Groupe 14 A, numéro 17).

## Œuvre
- Zur Diätetik der Seele, 1838.
- Gedichte, 1836.

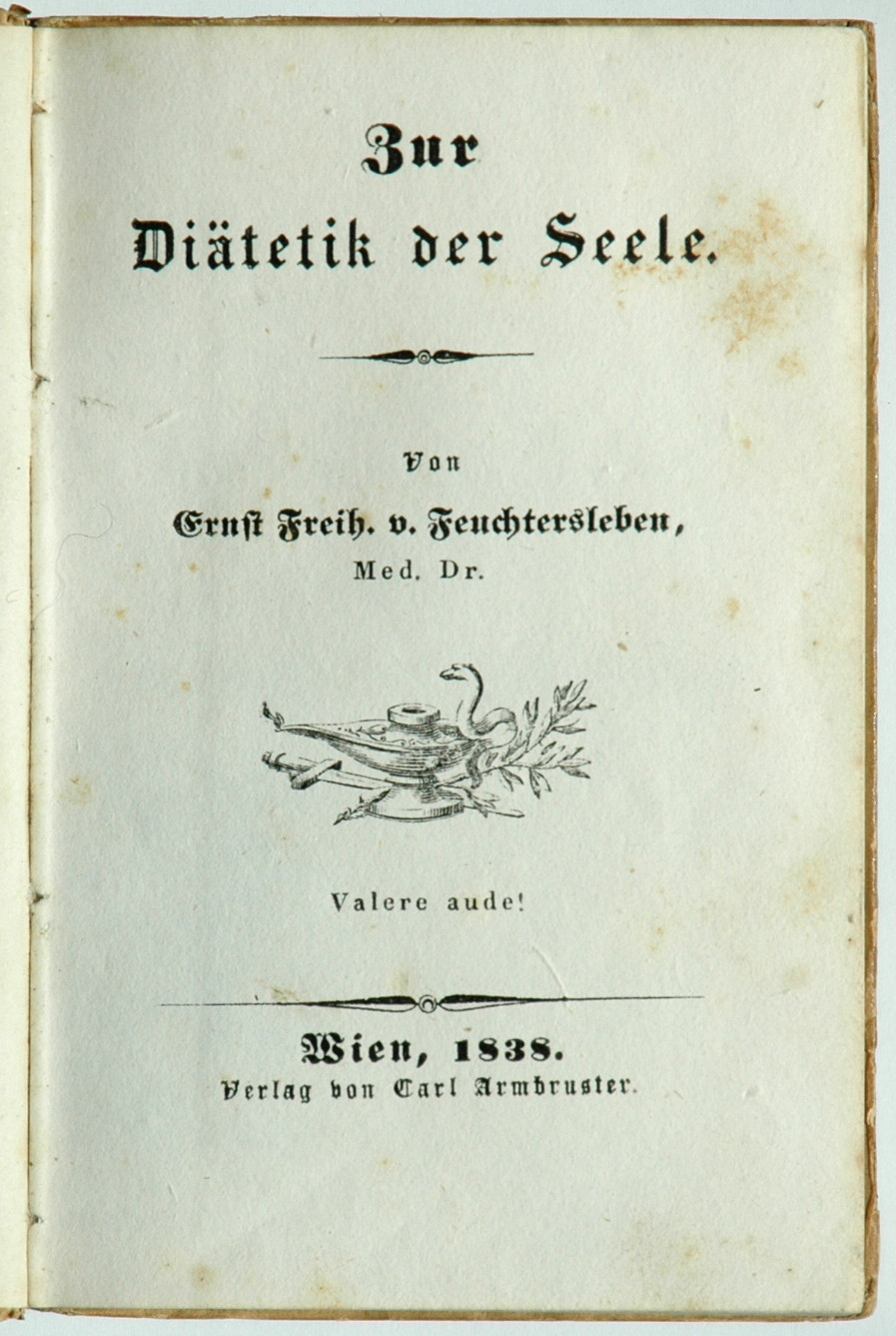
Première édition de Zur Diätetik der Seele en 1838

- Die Gewißheit und Würde der Heilkunst, autre titre : Aerzte und Publicum, 1839
- Lehrbuch der ärztlichen Seelenkunde, 1846
- Beiträge zur Litteratur, Kunst- und Lebenstheorie, 1841
- Sämmtlichen Werke (sans les articles médicaux), préface de Friedrich Hebbel (Vienne 1851–53. 7 tomes)

Édition en français
- Hygiène de l'âme, hygiène morale, traduction de Zur Diätetik der Seele par J. Pellagot, Adrien Delondre et E. Caro, Éd. J.-B. Baillière et fils, Paris, 1904. Numérisation par Gallica.

## Source
- (de) Cet article est partiellement ou en totalité issu de l’article de Wikipédia en allemand intitulé « Ernst von Feuchtersleben » (voir la liste des auteurs).